# 1687
| 1687               |
| ------------------ |
| Dødsfald - Fødsler |
| • Begivenheder     |

| Gregoriansk kalender | 1687 MDCLXXXVII         |
| Ab urbe condita      | 2440                    |
| Armensk kalender     | 1136 ԹՎ ՌՃԼԶ            |
| Kinesiske kalender   | 4383 – 4384 丙寅 – 丁卯 |
| Etiopisk kalender    | 1679 – 1680             |
| Jødisk kalender      | 5447 – 5448             |
| Hindukalendere       |                         |
| - Vikram Samvat      | 1742 – 1743             |
| - Shaka Samvat       | 1609 – 1610             |
| - Kali Yuga          | 4788 – 4789             |
| Iransk kalender      | 1065 – 1066             |
| Islamisk kalender    | 1098 – 1099             |

Konge i Danmark: Christian 5. 1670-1699
Se også 1687 (tal)

## Begivenheder
- 5. juli - Philosophiae Naturalis Principia Mathematica af Isaac Newton udgives.
- 12. august - ved slaget ved Mohács lider Det Osmanniske Rige et knusende nederlag til tropper fra Det tysk-romerske Rige under ledelse af hertug Karl 5. af Lothringen. Nederlaget ryster osmannerne og medfører omfattende mytterier og afsættelse af sultan Mehmed 4.
- 28. september – Tyrkerne i Athen overgiver sig til venetianerne. Under de forudgående kampe blev Akropolis ødelagt da et tyrkisk krudtlager sprang i luften
- 31. december - de første hugenotter (franske protestanter) forlader Frankrig på grund af religionsforfølgelser for at bosætte sig i Sydafrika. Ud over deres religion medbringer de vinstokke, som kommer til at danne basis for den sydafrikanske vinindustri

## Født
- 5. december – Francesco Geminiani, italiensk violinist, komponist og musikteoretiker (død 1762).